# Asociación de Fútbol Profesional de Tungurahua
La Asociación de Fútbol Profesional de Tungurahua es un subdivisión de la Federación Deportiva de Tungurahua en el Ecuador. Funciona como asociación de equipos de fútbol dentro de la Provincia de Tungurahua. Bajo las siglas AFT, esta agrupación está afiliada a la Federación Ecuatoriana de Fútbol.

## Clubes afiliados
| Equipos de Primera División | Equipos de Primera División | Equipos de Primera División | Equipos de Primera División | Equipos de Primera División | Equipos de Primera División |
| Serie A de Ecuador          | Serie A de Ecuador          | Serie A de Ecuador          | Serie A de Ecuador          | Serie A de Ecuador          | Serie A de Ecuador          |
| .                           | Equipo                      | Ciudad sede                 | Estadio                     | Títulos Serie A             | Títulos Serie B             |
| --------------------------- | --------------------------- | --------------------------- | --------------------------- | --------------------------- | --------------------------- |
| 1                           | Club Deportivo Macará       | Ambato                      | Bellavista                  | 0                           | 5                           |
| 2                           | Mushuc Runa Sporting Club   | Ambato                      | Mushuc Runa COAC            | 0                           | 1                           |
| 3                           | Club Técnico Universitario  | Ambato                      | Bellavista                  | 0                           | 6                           |

| Equipos de Segunda División     | Equipos de Segunda División      | Equipos de Segunda División     |
| Segunda Categoría de Tungurahua | Segunda Categoría de Tungurahua  | Segunda Categoría de Tungurahua |
| Equipo                          | Equipo                           | Ciudad sede                     |
| ------------------------------- | -------------------------------- | ------------------------------- |
| 1                               | América Sporting Club            | Ambato                          |
| 2                               | Pelileo Sporting Club            | Pelileo                         |
| 3                               | Club Baños Ciudad de Fuego       | Baños                           |
| 4                               | Club Social y Deportivo El Globo | Ambato                          |
| 5                               | América Fútbol Club              | Ambato                          |
| 6                               | Fortecalza Sporting Club         | Ambato                          |
| 7                               | Club Dearing Tungurahua          | Ambato                          |
| 8                               | Ambato K'Chis Fútbol Club        | Ambato                          |
| 9                               | Club Atlético Ambato             | Ambato                          |
| 10                              | Chacaritas Fútbol Club           | Pelileo                         |

| Equipos desaparecidos | Equipos desaparecidos | Equipos desaparecidos                       | Equipos desaparecidos |
| Zona Tungurahua       | Zona Tungurahua       | Zona Tungurahua                             | Zona Tungurahua       |
| Equipo                | Equipo                | Equipo                                      | Ciudad sede           |
| --------------------- | --------------------- | ------------------------------------------- | --------------------- |
| 1                     |                       | Club Atlético Libertad                      | Ambato                |
| 2                     |                       | Club Social y Deportivo Brasil              | Ambato                |
| 3                     |                       | Club Deportivo Universitario                | Píllaro               |
| 4                     |                       | Club Social, Cultural y Deportivo León Carr | Pelileo               |
| 5                     |                       | Club Indi Native Ñawpa                      | Ambato                |
| 6                     |                       | Club Deportivo Santiago de Píllaro          | Píllaro               |
| 7                     |                       | Club Social, Cultural y Deportivo Bolívar   | Ambato                |
| 8                     |                       | Club Deportivo Técnico Guayaquil            | Ambato                |
| 9                     |                       | Club Deportivo Abdón Calderón               | Ambato                |
| 10                    |                       | Club Deportivo Corrales                     | Ambato                |
| 11                    |                       | San Antonio Sporting Club                   | Ambato                |
| 12                    |                       | Club Deportivo Cevallos                     | Cevallos              |
| 13                    |                       | Club Deportivo Patate                       | Patate                |

## Campeones del fútbol profesional de Tungurahua
| Temporada | Campeón           | Subcampeón        |
| --------- | ----------------- | ----------------- |
| 1962      | Macará            | América de Ambato |
| 1963      | Macará            | América de Ambato |
| 1964      | Macará            | América de Ambato |
| 1965      | América de Ambato | Macará            |
| 1966      | Macará            | América de Ambato |
| 1967      | Macará            | América de Ambato |